# Сан Феличе сул Панаро
Сан Фелѝче сул Пана̀ро (на италиански: San Felice sul Panaro, на местен диалект San Flis, Сан Фълис) е град и община в Северна Италия, провинция Модена, в регион Емилия-Романя. Разположен е на 19 м надморска височина. Населението на града е 11 135 души (към 31 декември 2010 г.).
През пролетта 2012 г. много сгради са повредени от силни земетресения. Трима души са загинали.